# Antoine Hérouard
Antoine Henry Pierre Marie Hérouard  (ur. 10 sierpnia 1956 w Neuilly-sur-Seine) – francuski duchowny katolicki, biskup pomocniczy Lille w latach 2017–2022, arcybiskup metropolita Dijon od 2022.

## Życiorys
Święcenia kapłańskie otrzymał 29 czerwca 1985 i został inkardynowany do archidiecezji paryskiej. Był m.in. nauczycielem i wykładowcą szkół średnich i seminarium w Paryżu, wikariuszem biskupim, sekretarzem pomocniczym i generalnym francuskiej Konferencji Episkopatu, a także rektorem Papieskiego Seminarium Francuskiego w Rzymie.
22 lutego 2017 papież Franciszek mianował go biskupem pomocniczym archidiecezji Lille, ze stolicą tytularną Maillezais. Sakry udzielił mu 30 kwietnia 2017 arcybiskup Laurent Ulrich.
11 lutego 2022 papież Franciszek przeniósł go na urząd arcybiskupa metropolity Dijon. Ingres odbył 13 marca 2022.
22 marca 2023 wybrany pierwszym wiceprzewodniczącym Komisji Episkopatów Wspólnoty Europejskiej.